# Assane Bèye
Assane Bèye (Gossas, 8 gennaio 2000) è un calciatore senegalese, difensore dell'Hassania Agadir.

## Carriera

### Club
Il 5 settembre 2023 viene acquistato a titolo definitivo dalla squadra marocchina dell'Hassania Agadir.